# 大專校院會計盃辯論比賽
大專校院會計盃辯論比賽是由國立臺北商業大學會計資訊系主辦的年度學術辯論賽，宗旨為提升台灣會計學子的專業素養與思辨能力。贊助單位包括勤業眾信聯合會計師事務所、資誠聯合會計師事務所、安侯建業聯合會計師事務所、安永聯合會計師事務所、正風聯合會計師事務所、國富浩華聯合會計師事務所、立本台灣聯合會計師事務所等。

## 歷屆成績
- 2022第一屆大專校院會計盃辯論比賽
  - 冠軍：臺北大學 最佳辯士：賴宥君
  - 亞軍：臺灣大學 最佳辯士：陳建宇
  - 季軍：輔仁大學 最佳辯士：張雅涵
  - 殿軍：政治大學
- 2023第二屆大專校院會計盃辯論比賽
  - 冠軍：臺灣大學 最佳辯士：陳雅彤
  - 亞軍：東吳大學
  - 季軍：臺北商業大學 最佳辯士：李詩婷
  - 殿軍：文化大學 最佳辯士：蕭尹輿
- 2024第三屆大專校院會計盃辯論比賽
  - 冠軍：東吳大學 最佳辯士：朱晏萱
  - 亞軍：臺灣大學 最佳辯士：馮力英
  - 季軍：臺北大學
  - 殿軍：臺北商業大學  最佳辯士：周椿翔
- 2025第四屆大專校院會計盃辯論比賽
  - 冠軍：臺北商業大學 最佳辯士：張雅軒、蔡翊瑩
  - 亞軍：臺北大學
  - 季軍：臺灣大學
  - 殿軍：輔仁大學 最佳辯士：張如葳

## 外部連結
- 第四屆大專校院會計盃辯論比賽